# كتيبة الشرطة 320
كتيبة الشرطة 320 (Polizeibattalion 320) عبارة عن تشكيل لشرطة النظام الألمانية (الشرطة النظامية) خلال العصر النازي. أثناء عملية بارباروسا، كانت تابعة لشوتزشتافل وتم نشرها في المناطق التي تحتلها ألمانيا، وتحديداً المنطقة الخلفية للجيوش الجنوبية في الاتحاد السوفيتي، كجزء من فوج الشرطة الخاص (لاحقًا فوج الشرطة إس إس الحادي عشر). إلى جانب فصائل من أينزاتسغروبن التابع لالشرطة الأمنية الألمانية، ارتكبت جرائم قتل جماعي في الهولوكوست وكانت مسؤولة عن جرائم واسعة النطاق ضد الإنسانية استهدفت السكان المدنيين.
كانت شرطة النظام الألمانية (Ordnungspolizei) أداة رئيسية لجهاز الأمن في ألمانيا النازية. في فترة ما قبل الحرب، تعاون هينريش هيملر، رئيس قوات الأمن الخاصة، وكورت دالوج، قائد شرطة النظام، في تحويل قوة الشرطة في جمهورية فايمار إلى تشكيلات عسكرية جاهزة لخدمة أهداف النظام المتمثلة في الفتح والإبادة العنصرية. تشكلت قوات الشرطة أولاً في تشكيلات بحجم كتيبة لغزو بولندا، حيث تم نشرها لأغراض أمنية وشرطية، كما شاركت في عمليات الإعدام والترحيل الجماعي. 
تم تعيين 23 كتيبة من شرطة النظام للمشاركة في غزو الاتحاد السوفيتي عام 1941، عملية بارباروسا. تم ربط تسعة فرق أمنية للفيرماخت، ثلاثة لكل منطقة من مناطق مجموعة الجيوش الخلفية. تم تعيين كتيبتين لدعم أينزاتسغروبن، وفرق الموت المتنقلة التابعة لقوات الأمن الخاصة ومنظمة تودت، مجموعة البناء العسكرية. 

## التاريخ التشغيلي
في أغسطس 1941، ارتكبت كتيبة الشرطة 320 مذبحة كاميانيتس بوديلسكي. طوقت كتيبة الشرطة 320 المنطقة وتمت عمليات غطلاق النار. أسفرت المجازر عن مقتل الآلاف من اليهود الذين تم ترحيلهم من المجر وقبضوا على اليهود الأوكرانيين. بعد ذلك بوقت قصير، أبلغت كتيبة الشرطة 320 عن إطلاق النار على 22 يهوديًا في موقع آخر شمال شرق كاميانيتس بوديلسكي. أدرجت تقارير أينزاتسغروبن الأرقام الشاملة للقتلى في العملية حيث اشارت لما مجموعه 23000 ضحية. 

## Bibliography
- Breitman، Richard (1998). Official Secrets: What the Nazis Planned, What the British and Americans Knew. New York: Hill and Wang/Farrar Straus & Giroux. مؤرشف من الأصل في 2020-01-26.
- Browning، Christopher (2004). The Origins of the Final Solution: The Evolution of Nazi Jewish Policy, September 1939 – March 1942. With contributions by Jürgen Matthäus. Lincoln: University of Nebraska Press. ISBN:0-803-25979-4. مؤرشف من الأصل في 2022-09-29.
- Longerich، Peter (2010). Holocaust: The Nazi Persecution and Murder of the Jews. Oxford; New York: Oxford University Press. ISBN:978-0-19-280436-5. مؤرشف من الأصل في 2022-05-09.
- Persico، Joseph E. (22 أكتوبر 2002). Roosevelt's Secret War: FDR and World War II Espionage. راندوم هاوس. ISBN:0-3757-6126-8.
- Showalter، Dennis (2005). Hitler's Police Battalions: Enforcing Racial War in the East. Kansas City: University Press of Kansas. ISBN:978-0-7006-1724-1.
- Smith، Michael (2004). "Bletchley Park and the Holocaust". في Scott، L. V.؛ Jackson، P. D. (المحررون). Understanding Intelligence in the Twenty-First Century: Journeys in Shadows. ISBN:0714655333.
- Tessin، Georg؛ Kannapin، Norbert (2000). Waffen-SS und Ordnungspolizei im Kriegseinsatz 1939 - 1945: ein Überblick anhand der Feldpostübersicht. Osnabrück: Biblio-Verlag. ISBN:3-7648-2471-9. {{استشهاد بكتاب}}: الوسيط غير المعروف |last-author-amp= تم تجاهله يقترح استخدام |name-list-style= (مساعدة)
- Westermann، Edward B. (2005). Hitler's Police Battalions: Enforcing Racial War in the East. Kansas City: University Press of Kansas. ISBN:978-0-7006-1724-1.

## Further reading
- Blood، Phillip W. (2006). [[Hitler's Bandit Hunters: The SS and the Nazi Occupation of Europe|Hitler's Bandit Hunters: The SS and the Nazi Occupation of Europe]]  [[d:Q29060316#sitelinks-wikipedia|[لغات أخرى]]]‏. Potomac Books. ISBN:978-1-59797-021-1. {{استشهاد بكتاب}}: تعارض مسار مع وصلة (مساعدة)
- Brandon، Ray؛ Lower، Wendy (2008). The Shoah in Ukraine: History, Testimony, Memorialization. Indiana University Press. ISBN:978-0-253-35084-8. {{استشهاد بكتاب}}: الوسيط غير المعروف |last-author-amp= تم تجاهله يقترح استخدام |name-list-style= (مساعدة)
- Megargee، Geoffrey P.، المحرر (2009). Encyclopedia of Camps and Ghettos, 1933–1945. Bloomington: Indiana University Press. ج. Volume II. ISBN:0-253-35328-9. {{استشهاد بكتاب}}: |المجلد= يحوي نصًّا زائدًا (مساعدة)